# Donja Jajina
Donja Jajina je naselje u gradu Leskovcu, Jablanički upravni okrug, Srbija. Prema popisu iz 2022. godine u Donjoj Jajini je živjelo 1072 stanovnika.